# Izaias Maia Carneiro
Izaias Maia Carneiro (* 5. Juni 1975) ist ein ehemaliger brasilianischer Fußballspieler.

## Karriere
Izaias begann seine Karriere 1998 bei EC Santo André und spielte unter anderem auch bei Paulista FC und Ituano FC. 2004 unterschrieb er einen Vertrag beim Erstligisten Figueirense FC. 2005 wechselte er zu AA Ponte Preta. 2006 unterschrieb er einen Vertrag beim japanischen Zweitligisten Yokohama FC. Im Sommer 2006 kehrte er nach Brasilien zurück und unterschrieb einen Vertrag beim Zweitligisten Clube do Remo. Danach spielte er bei Fortaleza EC, União São João EC, CS Alagoano und Tuna Luso Brasileira. Ende 2012 beendete er seine Karriere als Fußballspieler.

## Erfolge
Paulista
- Série C: 2001

Figueirense
- Staatsmeisterschaft von Santa Catarina: 2004

Alagoano
- Staatsmeisterschaft von Alagoas: 2008